# Noah Fleiss
Noah Fleiss (White Plains (New York), 16 avril 1984) est un acteur américain.

## Filmographie

### Cinéma

#### Longs métrages
- 1993 : Josh and S.A.M. : Sam
- 1995 : Un ménage explosif : Michael à 5 ans
- 1997 : Sous pression : Zach Braverton
- 1999 : Joe the King : Joe Henry
- 2000 : Ce que je sais d'elle... d'un simple regard : Jay
- 2000 : Double Parked : Bret
- 2001 : Le secret de Jane : Ned
- 2001 : Storytelling : Brady Livingston
- 2003 : Bringing Rain : Marcus Swords
- 2004 : Evergreen : Chat
- 2005 : Brick : Tugger
- 2006 : Day on Fire
- 2006 : Off the Black : Todd Hunter
- 2007 : Mother's Day Massacre : Bobby
- 2007 : The Speed of Life : Vincent
- 2008 : Red Canyon (en) : Harley
- 2008 : Capers : Eric
- 2010 : Beware the Gonzo : Ryan
- 2010 : Consent : Ryan
- 2012 : Dead Souls : Mack
- 2015 : No Letting Go : Sasha
- 2016 : The Last Film Festival : Stoner

#### Courts métrages
- 2001 : The Favor : Steve
- 2009 : Further Lane : Ben
- 2016 : Ecstasy : Producteur du court métrage

### Télévision

#### Films
- 1995 : Le combat pour la vie : T.J Holmstrom
- 1995 : Past the Bleachers : Charlie
- 1996 : Chasing the Dragon : Sean Kessler
- 1996 : Drôle de maman : Matt Whitney
- 1998 : Trop tard pour être mère ? : Matt Whitney
- 2002 : Le projet Laramie : Shannon Shingleton
- 2009 : L'Honneur d'un Marine : Army Sergeant

#### Séries
- 1990 : The Baby-Sitters Club (en) : Andrew Benner (épisode Mary Anne and the Brunettes)
- 1998 : Les anges du bonheur : Aaron Gibson (épisode How Do You Spell Faith?)
- 2002 : New York, police judiciaire : Denny Cannon (saison 12, épisode 17)
- 2003 : Ed : Joe Risby (épisode The Offer)
- 2004 : New York, unité spéciale : Nathan Angelli (saison 5, épisode 12)
- 2008 : Huge : Ivan
- 2009 : Fringe : Luke Dempsey (épisode The No-Brainer)
- 2010 : Three Rivers - Sam Heaton (épisode Win-Loss)
- 2014 : Blue Bloods : Paul (épisode Partners)
- 2016 : New York, unité spéciale : Nat Phelps (saison 17, épisode 10)

### Indépendant
- 2005 : Building 'Brick' : documentaire
- 2012 : Shelved : The Rise and Fall of 11:11 : documentaire

### Vidéos
- 2006 : Hard Luck : Sol Rosenbaum
- 2011 : 11:11 : Derek

### Jeu vidéo
- 2015 : Until Dawn : Christopher Hartley